# Имандра (село)
И́мандра — село в Мурманской области России. Входит в муниципальный округ город Оленегорск. В селе находится одноимённая железнодорожная станция Мурманского региона Октябрьской железной дороги. Население — 19 чел. (2010), в основном железнодорожники и рабочие ЛЭП.

## История
Близ станции на берегу реки Гольцовки ранее существовало селение Половинка, основанное в 1900 году. Посёлок вырос в годы строительства Мурманской железной дороги, был ключевым участком стройки, а в начале 1920-х годов стал базовым для экспедиции академика Александра Ферсмана. В 2004 году РЖД, на балансе которого находилось село, намеревалось полностью переселить отсюда жителей (50 семей) в Оленегорск, а населённый пункт упразднить.

## Население
Численность населения, проживающего на территории населённого пункта, по данным Всероссийской переписи населения 2010 года составляет 19 человек, из них 9 мужчин (47,4 %) и 10 женщин (52,6 %). В 2005 году в селе проживало 68 жителей.
| 2002 | 2010 |
| ---- | ---- |
| 58   | ↘19  |

## Известные уроженцы, жители
- Мисник, Борис Григорьевич (1938—2021) — российский политический деятель, политолог.

## Инфраструктура
Путевое хозяйство. Действует железнодорожная станция Имандра Октябрьской железной дороги.

## Транспорт
Развит железнодорожный транспорт. Автомобильного сообщения с селом нет.

## Галерея

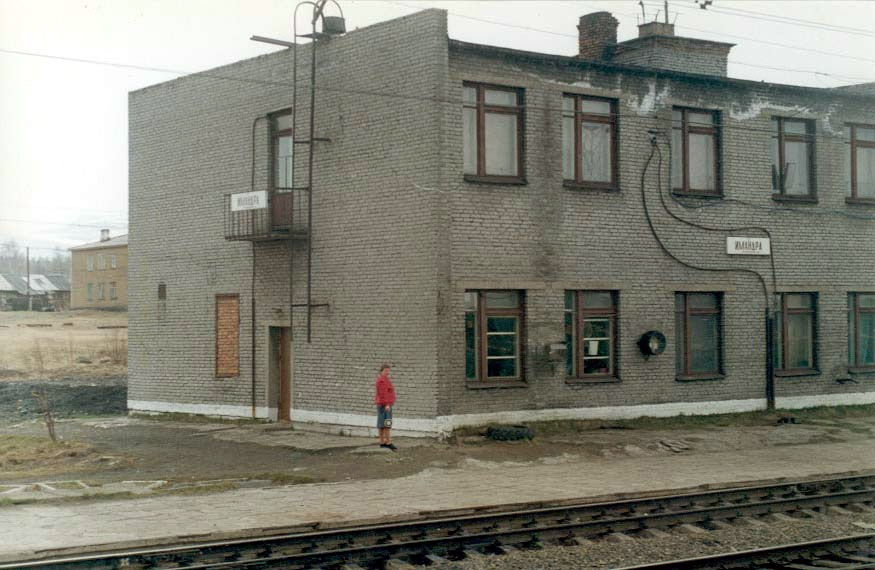
Здание станции в селе Имандра
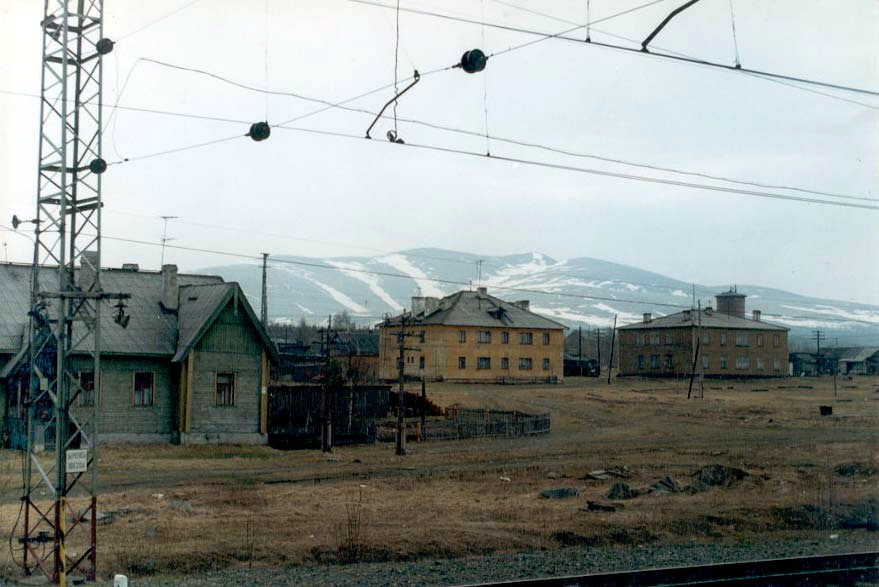
Вид села Имандра
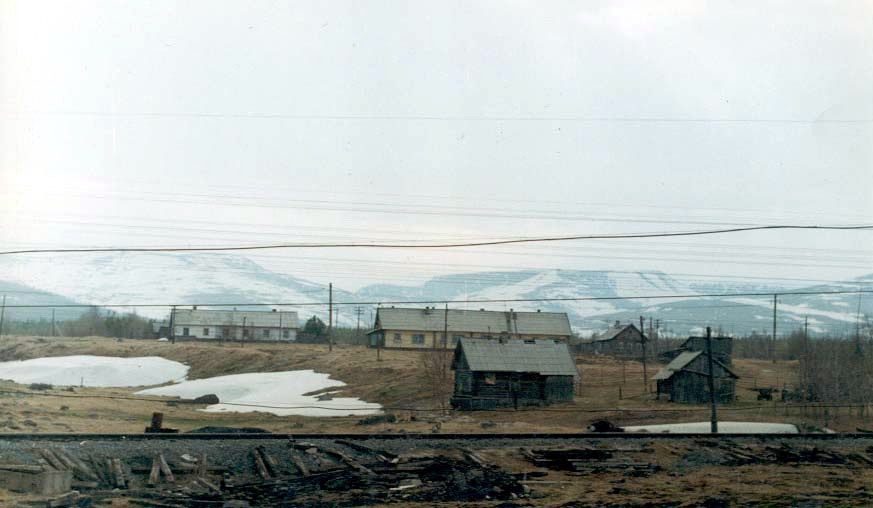
Вид села Имандра